# 저널리즘
저널리즘(Journalism), 또는 언론(言論)은 뉴스를 취재하여 대중에게 보도하는 행위를 일컫는다. 저널리즘은 사건, 사실, 아이디어, 사람의 상호 작용에 대한 보고서를 생산하고 배포하는 것이다. "오늘의 소식"으로, 사회에 최소한 어느 정도 정확하게 정보를 제공한다. 저널리즘을 수행하는 사람을 언론인이라고 한다.
저널리즘의 적절한 역할은 국가마다 다르며 직업에 대한 인식과 그에 따른 지위도 다르다. 일부 국가에서는 뉴스 매체가 정부에 의해 통제되며 독립적이지 않다. 다른 곳에서는 뉴스 미디어가 정부로부터 독립되어 민간 산업으로 운영된다. 또한 국가마다 언론의 자유, 언론의 자유, 명예훼손 및 명예훼손 사건을 다루는 법률이 다르게 시행될 수 있다.
21세기 들어 인터넷과 스마트폰의 확산은 미디어 환경에 큰 변화를 가져왔다. 이로 인해 인쇄 매체 채널 소비에 변화가 생겼다. 사람들이 신문, 잡지, TV 뉴스 채널 등 전통적인 형식 대신 전자책, 스마트폰, 기타 개인 전자 장치를 통해 뉴스를 소비하는 경우가 점점 더 많아지고 있기 때문이다. 뉴스 조직은 디지털 부문에서 완전히 수익을 창출하는 동시에 인쇄물을 출판하는 상황에 즉흥적으로 대응해야 하는 과제에 직면해 있다. 신문의 경우 인쇄 수익이 디지털 수익 증가율보다 더 빠른 속도로 하락하는 것이 확인됐다.

## 취재

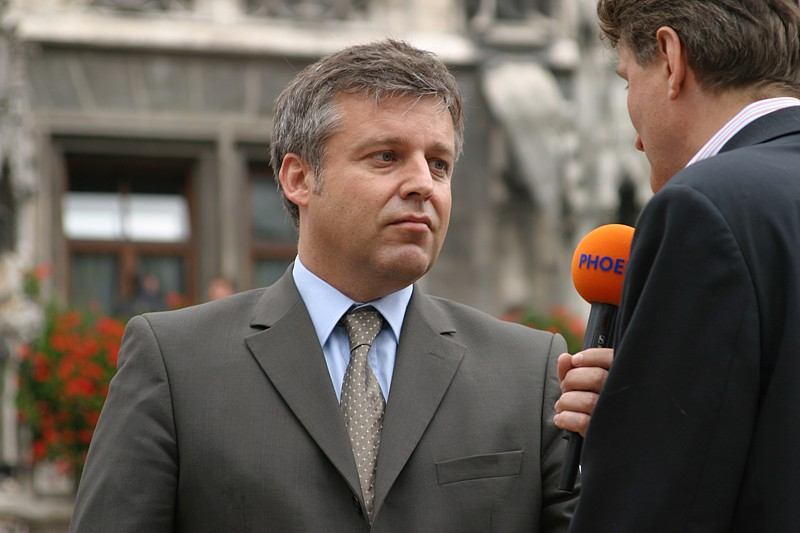
인터뷰는 여러 취재 수단 중의 하나이다.

취재(取材)란 뉴스를 생산하기 위하여 그와 관련된 정보를 수집하는 행위를 말한다. 정보를 제공하는 사람이나 기타 자료를 취재원이라고 한다. 정보를 수집하는 방법은 출입처에 정기적으로 출입하여 그곳에 일어나는 정보만 수집하는 방법과 특정한 분야에 관련된 정보만 수집하는 방법으로 크게 나뉜다. (기자 문서 참고.) 인터뷰, 자료 검색, 보도 자료 활용 등 다양한 수단이 활용된다.

## 보도

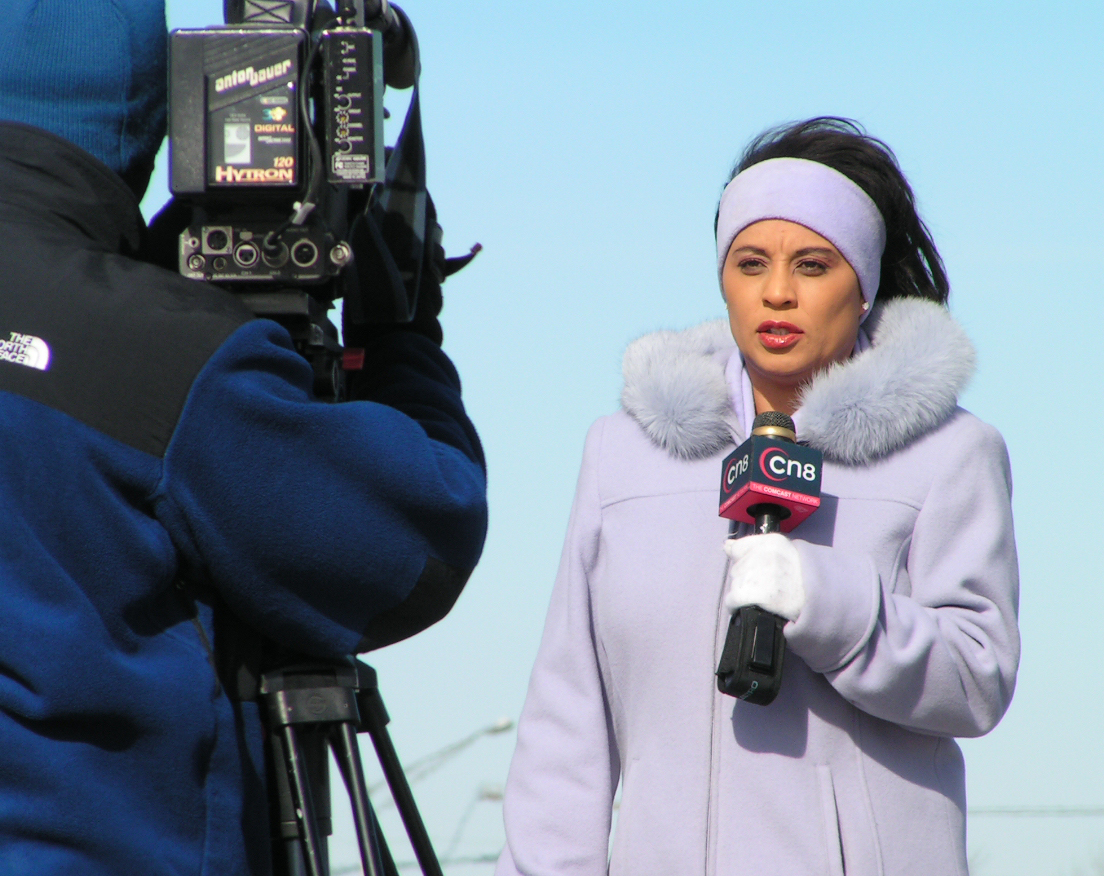
뉴스를 보도하고 있는 기자

보도(報道)란 취재에 의하여 생산한 뉴스를 대중에게 전달하는 행위를 말한다. 기자는 대개 뉴스를 취재한 후에 뉴스의 내용을 기사로 작성하여 기사를 언론 매체를 통하여 뉴스를 전달한다. 뉴스 기사의 형태는 매체의 특성에 따라 다른데 신문이나 잡지는 활자와 사진으로, 라디오는 음성으로, 텔레비전은 음성과 영상으로 뉴스를 전달한다. 비교적 최근에 등장한 매체인 인터넷은 글자, 사진, 음성, 영상을 모두 이용하여 뉴스를 전달할 수 있다.

## 용어
- 오프 더 레코드(off-the-record) : 비보도를 전제로 하는 비공식 발언을 뜻한다. 소스 (저널리즘) 참조.
- 온 더 레코드(on-the-record) : 오프 더 레코드의 반대말로 보도를 전제로 한 발언을 뜻한다.
- 백그라운드 브리핑(background briefing) : 정부 등의 취재원이 뉴스와 관련된 사안을 설명하는 것으로 특별한 경우를 제외하고 보도를 하지 않거나 익명으로 보도하는 것이 관례이다.
- 딥 스로트(Deep Throat) : 익명의 제보자를 뜻한다. 워터게이트 사건을 폭로한 기자들이 제보자를 당시 유행하던 포르노 영화의 제목인 딥 스로트라고 부르면서 이 뜻으로 사용되기 시작하였다.
- 보도 자료(報道資料)는 정부나 기업 등이 홍보를 목적으로 어떤 사건이나 행사에 대하여 언론 매체에 배포한 자료를 말한다.
- 뉴스 엠바고(news embargo) : 취재한 사한을 보도하는 것을 일정 기간 미루기로 약속하는 것을 말한다.
- 보도 지침(報道指針) : 제5공화국 당시 문화공보부가 신문사와 방송사에 은밀히 하달한 보도에 대한 지시 사항이다.
- 특종(特種) : 언론사가 단독으로 어떤 뉴스를 보도하는 것을 말한다.
- 낙종(落種) : 특종의 반대말로 특종을 다른 언론사에 빼앗기는 것을 말한다.

## 문제 의식

### 경마저널리즘
경마저널리즘은 사실관계 확인 없이 속보 경쟁이나 받아쓰기에만 골몰하여 보도하는 것을 말한다.

### 가짜 뉴스
가짜뉴스는 거짓 정보를 보도하는 것을 말한다.

### 맥락저널리즘
맥락저널리즘은 짧게는 3분 이상, 길게는 10분 가까이 한 사안에 대해서 해설·비평하는 보도 방식을 말한다.
정언유착과 여론 조작
황색언론의 가장 큰 문제점 중 하나이다. 정치와 언론이 사적 이익을 위해 합쳐져 언론사가 정치적 성향을 띠면서 대중에게 정치적으로 편향된 정보를 전하게 되고, 이 정보를 받아들인 대중의 여론이 언론사에 의해 조작될 위험이 있다.

## 같이 보기
- 탐사보도
- 기레기
- 가짜뉴스
- 저널리스트
- 옐로 저널리즘
- 경마 저널리즘
- 커뮤니케이션학